# Bahía Caswell
La bahía Caswell es un popular destino de vacaciones del Reino Unido en el sureste de la península de Gower, Swansea, Gales.
El acceso a la playa es relativamente fácil y en su interior se encuentra un parque recreativo. Con hoteles cercanos, es un principal destino de vacaciones para surfistas. La playa recibe regularmente la bandera azul y se sitú cercana a la localidad de Mumbles.

## Historia

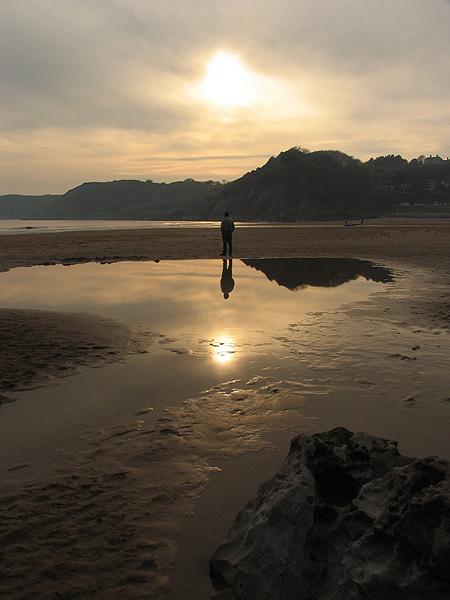
la bahía Caswell al atardecer

Entre 1829 y 1840 la mayor parte de la tierra alrededor de la bahía Caswel fue comprada por John James, un cura de Bishopston para sus dos hijos.

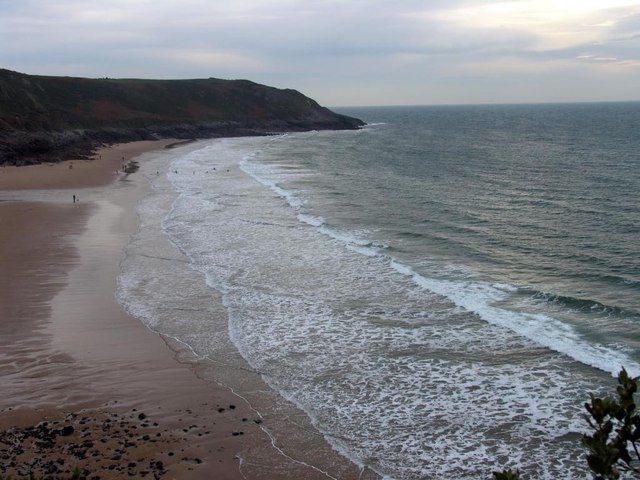
Vista de la bahía Caswell

En 1846, los Morgan venderon una parte de sus tierras en el lado oriental de la bahía en el siglo xix al fotógrafo pionero John Llewelyn Dillwyn, un visitante regular de la bahía. Llewelyn construyó una casa de vacaciones, Caswell Cottage, que se mantuvo hasta alrededor de 1960 en la ubicación de lo que actualmente es el aparcamiento público de la bahía Caswell. En 1854 dos de sus fotografías de la bahía Caswell fueron solicitadas por el príncipe Alberto de Sajonia. En agosto de 1878.
Tras el fallecimiento de la muerte de la mujer de Morgan en 1877, el estado de Caswell se dividió entre sus seis hijos. Poco después, una parte de la tierra en la parte occidental de la bahía fue vendida a la familia Davenport que construyó una gran casa en estas tierras. La casa se llamaba Redcliffe por el nombre del acantilado que delimita el lado occidental de la bahía, Redley Clif. A finales de 1920 Redcliffe fue la casa de la familia del poeta Vernon Watkins, un amigo cercano de Dylan Thomas. La casa se mantuvo hasta la década de 1960, cuando fue demolida para crear los apartamentos Redcliffe que ahora se emplazan en el lado oeste de la bahía.
Las tres hijas de Morgan, Emma, Agnes y Alice hicieron de la bahía Caswell su hogar desde 1877 y construyeron muchas de las casas que se mantienen hasta hoy en día, incluyendo su propia casa, Casa de la Bahía que se encuentra por encima del centro de esta. Las hermanas también plantaron muchos pinos característicos de la bahía.
En 1883 una bomba de viento fue construida en la cima del acantilado Redley para bombear el agua a las casas cercanas. La bomba de viento fue gravemente dañada en un vendaval al cabo de cinco años dejó de ser utilizada sobre 1900. Seguía siendo un punto de referencia hasta que fue destruida por razones de seguridad en 1930 tras haber sido deñada gravemente en un incendio. En la parte superior del acantilado de Redley hay evidencia de la existencia de un recinto de la Edad de Hierro.
En la década de 1890 un gran tanque de agua de hormigón fue construido en la base del acantilado, tanque que se encuentra en la actualidad. El depósito de agua se utilizó para recoger el agua de un pequeño manantial durante el siglo xix.
Durante más de cuarenta años en el siglo xx, la bahía Caswell jugó un papel central en un misterioso asesinato. Menos de 2 años después de establecerse en una casa con vistas a la bahí Caswell, George Shotton y su esposa Mamie Stuart desaparecieron misteriosamente antes de la Navidad de 1919. La policía espió a Shotton en 1920 porque sospechaba que había asesinado a Mamie Stuart pero no fueron capaces de encontrar pruebas. El 5 de noviembre de 1961 se encontró un saco de huesos humanos en una mina abandonada en la cercana cueva Brandy. Una investigación forense determinó los restos eran los de los desaparecidos.
En la cima de un acantilado sobre el centro de la bahía se ubican los apartamentos de la bahía Caswell que fueron construidos en la década de 1990 en el emplazamiento que antes ocupaba el hotel Caswell Bay. El hotel fue ampliado desde una simple villa victoriana construida en la década de 1850.
En 2006, la bahía Caswell fue nombrada como una de las 50 mejores playas del Reino Unido por The Guardian.